# Solanum chilense
Solanum chilense är en potatisväxtart som först beskrevs av Michel Félix Dunal, och fick sitt nu gällande namn av Karl Friedrich Carlos Federico Reiche. Solanum chilense ingår i släktet skattor som ingår i familjen potatisväxter. Inga underarter finns listade i Catalogue of Life.